# Bocula diasticta
Bocula diasticta là một loài bướm đêm thuộc họ Noctuidae. Nó được tìm thấy ở Borneo.